# Anthony Bourdain

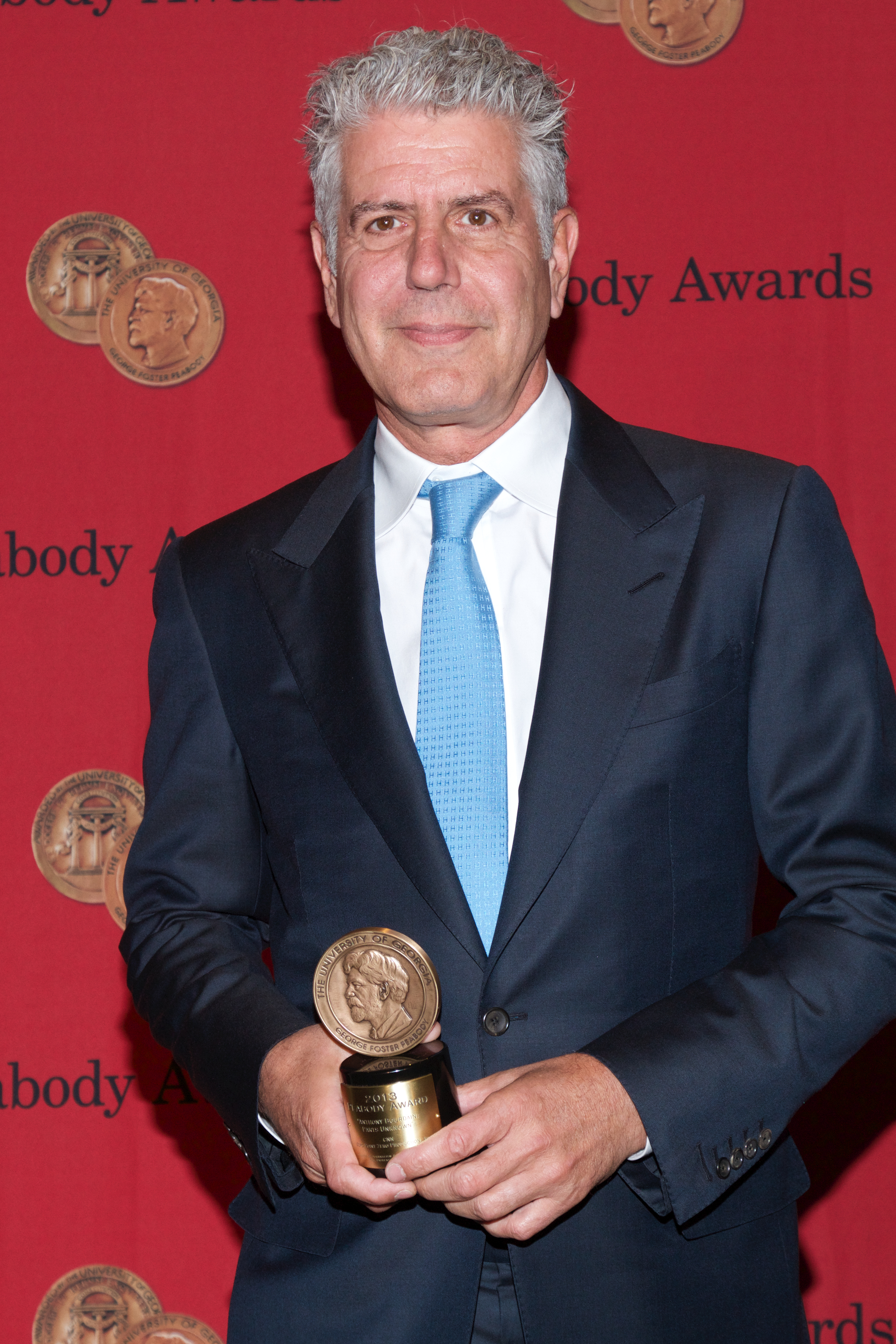
Bourdain ontving in 2014 een "Peabody" for "Parts Unknown"

Anthony Michael (Tony) Bourdain (New York, 25 juni 1956 – Kaysersberg, 8 juni 2018) was een Amerikaanse kok, televisiepresentator en auteur. Hij is vooral bekend geworden door zijn boek Kitchen Confidential: Adventures in the Culinary Underbelly en het televisieprogramma No Reservations, dat ook in Nederland te zien was op Discovery Channel en later op 24Kitchen.

## Levensloop
Bourdain werd geboren in New York maar groeide op in het nabijgelegen Leonia, New Jersey. Na in 1978 de koksschool te hebben afgerond werkte hij vele jaren als chef-kok in diverse restaurants in New York. Zoals zijn achternaam doet vermoeden heeft Bourdain Franse voorouders: zijn grootvader emigreerde na afloop van de Eerste Wereldoorlog van Frankrijk naar de Verenigde Staten.

### Mediacarrière
Ofschoon hij al twee fictieboeken op zijn naam had staan, brak Bourdain pas in 2000 echt door met zijn bestseller Kitchen Confidential. In dit boek onthult hij de duistere kant van het restaurantwezen (zo geeft hij bijvoorbeeld het advies om niet op maandag vis te bestellen omdat de kans groot is dat die allesbehalve vers is) en ook zijn eigen uitspattingen qua seks, drugs en rock-'n-roll blijven niet onbesproken. Er is een Nederlandse vertaling van Kitchen Confidential verschenen onder de titel Keuken confessies.
Het succes van Kitchen Confidential leidde tot het televisieprogramma A Cook's Tour bij het Food Network. In dit programma ging Bourdain overal ter wereld op zoek naar authentieke plaatselijke gerechten. Ontevreden over het naar zijn mening veel te commerciële Food Network, stapt hij na twee seizoenen over naar het Travel Channel, dat eigendom is van Discovery Channel. Hier maakte hij sinds 2005 het succesvolle programma No Reservations.
De opzet van No Reservations was in grote lijnen gelijk aan A Cook's Tour: Bourdain reisde de wereld over op zoek naar authentieke gerechten, dranken en ervaringen. Omdat de afleveringen van No Reservations langer zijn dan die van A Cook's Tour, is er meer ruimte voor cultuur: de serie draait vooral om hoe Bourdain de reizen (en de plaatselijke keuken) beleeft en niet om het geven van recepten of toeristische informatie.
Over beide televisieseries heeft Bourdain een boek geschreven. Daarnaast zijn er nog diverse andere werken van zijn hand verschenen in de vorm van onder andere (fictieve) romans, essays en blogs.
In 2013 maakte Bourdain de overstap naar CNN om daar het programma Anthony Bourdain: Parts Unknown te gaan presenteren. Een van zijn gasten in dit programma was president Barack Obama, die samen met hem Vietnam bezocht.
Door het vele reizen voor zijn televisieprogramma's, was hij geen fulltimekok meer. Maar hij liet zich nog wel als honorary chef at large (vrij vertaald: afwezige chef-kok van verdienste) associëren met Brasserie Les Halles in New York, waar hij bijna een decennium lang de scepter over de keuken zwaaide.
In oktober 2016 verscheen zijn eerste kookboek in tien jaar tijd, Appetites: A Cookbook.

### Privéleven
Bourdain trouwde in de jaren 80 met zijn schoolliefde Nancy Putkoski, maar de vele reizen die hij voor zijn televisieprogramma's ging maken leidden er uiteindelijk toe dat het huwelijk na twee decennia op de klippen liep. Op 20 april 2007 trad Bourdain voor de tweede keer in het huwelijk, met de Toscaanse Ottavia Busia. Op 9 april 2007 (ongeveer anderhalve week voor hun huwelijk) schonk Busia het leven aan hun eerste kind: een dochtertje genaamd Ariane. Het gezin woonde in Manhattan tot Bourdain en Busia scheidden in 2016.
Bourdain woonde al jaren in New York en refereerde in zijn televisieprogramma's vaak aan zijn woonplaats.

### Overlijden
Bourdain pleegde op 8 juni 2018 zelfmoord in Frankrijk, waar hij was voor opnames voor zijn werkgever CNN.

## Imago
Ofschoon Bourdain de laatste jaren aanzienlijk gezonder was gaan leven, had hij nogal een wild imago.
- Bourdain maakte er geen geheim van in het verleden diverse drugs te hebben gebruikt, waaronder heroïne, cocaïne en LSD. In Kitchen Confidential verhaalde hij in geuren en kleuren over het wijdverbreide drugsgebruik door hemzelf en ander horecapersoneel.
- Ofschoon hij lang niet zo grof gebekt was als bijvoorbeeld collega-televisiekok Gordon Ramsay, schuwde ook Bourdain het gebruik van schuttingtaal niet. Tegen de mensen bij wie hij in zijn televisieprogramma's te gast was gedroeg hij zich keurig, maar bij het spreken tegen de camera of het achteraf inspreken van Voice-overs moest er geregeld een 'fuck' worden weggepiept.
- Bourdain had meerdere tatoeages. Minstens twee hiervan heeft hij tijdens zijn reizen laten zetten in respectievelijk Maleisië en Frans-Polynesië. Beelden hiervan zijn te zien in de betreffende afleveringen van No Reservations. Hij was ook te gast geweest in het televisieprogramma Miami Ink (in Nederland te zien op Discovery Channel en TLC), waar hij zich liet tatoeëren door de bekende tatoeëerder Chris Garver.
- Bourdain stond bekend om het consumeren van exotische en gewaagde gerechten zoals fugu, gefermenteerde haai, een zeehondenoog, geslachtsdelen van sommige dieren en ander orgaanvlees.
- Bourdain nam zelden een blad voor de mond en deinsde er niet voor terug om openlijk kritiek te leveren op collega's en andere beroemdheden. Met name een aantal koks van het Food Network was in Bourdains programma's regelmatig het doelwit van sarcastische commentaren. Hij werd hierin echter wat terughoudender naarmate zijn eigen bekendheid toenam.
- Bourdain was een stevige roker en drinker. Op zijn reizen werden steevast de nodige plaatselijke alcoholische dranken genuttigd en met name in de wat eerdere afleveringen van No Reservations is regelmatig een sigaretten rokende Bourdain te zien. Hij stopte na de geboorte van zijn dochtertje met roken.

## Wetenswaardigheden
- Hoewel zijn voornaam officieel Anthony is, werd Bourdain meestal liever aangesproken als Tony.
- Bourdain was in Beiroet om een aflevering van No Reservations te filmen toen de Israëlisch-Libanese Oorlog uitbrak. Na een paar dagen konden Bourdain en zijn crew worden geëvacueerd door Amerikaanse mariniers. Het beeldmateriaal, bestaande uit onder andere geplande opnamen, oorlogsbeelden, beelden van de evacuatie en fragmenten van een terugblikkende Bourdain (waarbij hij het niet kon laten nog even een flinke sneer uit te delen aan het adres van de toenmalige president van de Verenigde Staten, George W. Bush), zijn gecombineerd tot een speciale aflevering van No Reservations die werd genomineerd voor een Emmy Award. Bourdain liet op zijn blog doorschemeren nogmaals naar Beiroet te willen gaan om alsnog een 'normale' aflevering te maken. Dit heeft hij dan ook gedaan.
- Bourdain schreef een boek met recepten uit zijn tijd bij Les Halles, en op de website van No Reservations zijn soms recepten te vinden van gerechten die in het programma aan bod komen, maar in het algemeen was Bourdain, in tegenstelling tot veel van zijn collega's, niet bijzonder scheutig met recepten. Het ging hem meer om de zoektocht naar de gerechten, het vergaren van de ingrediënten en de ervaring van het eten zelf dan om hoe het uiteindelijk wordt klaargemaakt. Op de vraag wat het smerigste was dat hij ooit had gegeten, antwoordde hij ooit 'een kipnugget'.
- Bourdain deed aan Braziliaans jiujitsu en werd omschreven als een 'geobsedeerde beoefenaar'; hij behaalde ondanks zijn ruige leven op 58-jarige leeftijd nog de blauwe band.[6]

- Bibsys: 2127999
- Biblioteca Nacional de España: XX1533118
- Bibliothèque nationale de France: cb137722577 (data)
- Catàleg d'autoritats de noms i títols de Catalunya: 981058515471506706
- CiNii: DA12456827
- Gemeinsame Normdatei: 124232108
- International Standard Name Identifier: 0000 0001 0988 5579
- Library of Congress Control Number: n94116084
- Nationale Bibliotheek van Letland: 000225558
- MusicBrainz: 8101a9d9-5caa-42bf-9d9d-593e97e7f324
- Bibliotheek van het Japanse parlement: 00656081
- Nationale Bibliotheek van Tsjechië: xx0001772
- Nationale bibliotheek van Australië: 35413479
- Nationale Bibliotheek van Israël: 987007428457005171
- Nationale en Universitaire bibliotheek Zagreb: 000450713
- Nederlandse Thesaurus van Auteursnamen: 216750059
- Réseau des bibliothèques de Suisse occidentale: 02-A008642774
- Istituto Centrale per il Catalogo Unico: TO0V453902
- Système universitaire de documentation: 067308287
- Virtual International Authority File: 74779959
- WorldCat: E39PBJqFJckrWM8V8vbhvdp773